# Hiroaki Aoyama
Hiroaki Aoyama (japanisch 青山 景昌 Aoyama Hiroaki; * 14. Oktober 1996 in der Präfektur Aichi) ist ein japanischer Fußballspieler.

## Karriere
Aoyama erlernte das Fußballspielen in der Jugendmannschaft von Nagoya Grampus, der Universitätsmannschaft der Chūō-Universität sowie dem Biwako Seikei Sport College. Seinen ersten Vertrag unterschrieb er im Februar 2020 beim Fukushima United FC. Der Verein aus Fukushima spielte in der dritten japanischen Liga, der J3 League.